# Narinder Nath Vohra
Narinder Nath Vohra (Punyab, 5 de mayo de 1936) es un político de la India, actualmente en el cargo de gobernador del estado de Jammu y Cachemira. 2008-2018

## Biografía
Cursó estudios en las universidades de Oxford y Punjab.
Entró al servicio público de la India en 1959 siendo secretario del estado de Punjab, secretario adjunto de Defensa y secretario de Defensa.
En 1962 se desempeñó en la Oficina de Servicios Especiales de la zona occidental del Tíbet. Se sometió por ese entonces a un entrenamiento del SIS del Reino Unido. Trabajó como funcionario internacional de la OMS (1982-1984), Organización Mundial de la Salud). 
Tras su jubilación, se desempeñó como Director del Centro Internacional Indio de Nueva Delhi. Miembro de la Junta Asesora de Seguridad Nacional (1998-2001), presidente del Grupo de Tareas Nacionales de Seguridad Interior y presidente de la Comisión sobre la revisión de historias militares. Copresidente de la India y la Unión Europea Mesa Redonda (2001-2008), representante especial del gobierno Indio para el Diálogo (2003-2008).
Hoy es miembro vitalicio del Instituto Indio de Administración Pública, el Instituto de Servicios Unidos, el Instituto de Estudios y Análisis de Defensa y la Casa Internacional de Japón, ubicada en Tokio. Ha dado conferencias sobre cuestiones relativas a la seguridad nacional, la gobernabilidad y ha editado más de una docena de libros. En[2007 fue galardonado con Padma Vibhushan.
En 2008 prestó juramento como el 11º gobernador del estado de Jammu y Cachemira, cargo que desempeña en la actualidad.